# Nephus bipunctatus
Het tweestippelig kapoentje (Nephus bipunctatus) is een keversoort uit de familie lieveheersbeestjes (Coccinellidae). De wetenschappelijke naam van de soort werd in 1794 als Scymnus bipunctatus gepubliceerd door Kugelann.